# Stefan Schwarz (Fußballspieler)
Hans Jürgen Stefan Schwarz (* 18. April 1969 in Malmö) ist ein ehemaliger schwedischer Fußballspieler. Der Defensivspieler, dessen deutscher Vater in den 1960er Jahren nach Schweden auswanderte, nahm mit der schwedischen Nationalmannschaft an zwei Weltmeisterschaften und einer Europameisterschaft teil und war in den 1990er Jahren ein Schlüsselspieler der schwedischen Auswahlmannschaft.

## Werdegang

### Spielerkarriere
Schwarz begann als 5-Jähriger mit dem Fußballspielen und kam nach langjährigen Erfahrungen als jugendlicher Kicker beim Malmöer Verein Kulladals FF 1983 als 13-Jähriger in den Jugendkader des Malmö FF. Von 1985 bis 1987 gehörte er als Nachwuchsspieler dem deutschen Club Bayer 04 Leverkusen an, mit dem er die A-Jugendmeisterschaft 1985/86 gewann. Anschließend ging er wieder zurück zum Malmö FF.
Unter Leitung des Trainers Roy Hodgson entwickelte er sich in der Allsvenskan an der Seite von Spielern wie Jonas Thern, Roger Ljung und Martin Dahlin zu einer Stütze des Vereins und gewann mit der Mannschaft 1988 den schwedischen Meistertitel sowie ein Jahr später den Svenska Cupen. In der Folge wurde er zum Nationalspieler und kam beim 2:1-Erfolg über die Nationalmannschaft der Vereinigten Arabischen Emirate am 14. Februar 1990 zu seinem Debüt, als er in der 82. Spielminute für Pontus Kåmark eingewechselt wurde und kurze Zeit später mit dem Siegtor das Spiel zugunsten seiner Mannschaft entschied. Anschließend gehörte er bei der Weltmeisterschaftsendrunde 1990 zum schwedischen Aufgebot. Er kam in allen drei Partien zum Einsatz und schied mit der Landesauswahl nach drei Niederlagen in der Gruppenphase hinter Brasilien, Costa Rica und Schottland aus. Im Anschluss an das Turnier meldete der deutsche Rekordmeister FC Bayern München Interesse an einer Verpflichtung, sah jedoch letztlich davon ab, da Schwarz nicht auf seine schwedische Staatsbürgerschaft zugunsten eines deutschen Passes verzichten wollte.
Nach dem Turnier wechselte Schwarz daher nach Portugal zum von seinem Landsmann Sven-Göran Eriksson trainierten Traditionsverein Benfica Lissabon. Am Ende seiner ersten Spielzeit in Südeuropa gewann er mit dem Klub den portugiesischen Meistertitel. Zudem hielt er sich weiterhin in der Landesauswahl und nahm mit ihr an der Europameisterschaftsendrunde 1992 in seinem Heimatland teil. Als Stammspieler bestritt er alle drei Partien in der Gruppenphase, verpasste jedoch das Halbfinale gegen die deutsche Nationalmannschaft, nachdem er im abschließenden Gruppenspiel gegen England seine zweite gelbe Karte gesehen hatte und gesperrt war. In der Spielzeit im Anschluss an das Turnier holte er mit dem portugiesischen Pokal einen weiteren Titel, ehe 1994 erneut der Landesmeistertitel errungen wurde.
Während der Weltmeisterschaftsendrunde 1994 konnte Schwarz erneut überzeugen. Als Stammspieler zog er mit der Landesauswahl ins Viertelfinale gegen die Rumänische Nationalmannschaft ein, wurde aber in der 101. Spielminute mit einer gelb-roten Karte des Feldes verwiesen. Somit konnte er der Mannschaft im Halbfinale, das gegen Brasilien verloren wurde, nicht helfen und kam erst beim 4:0-Erfolg über Bulgarien im „kleinen Finale“ zu seinem sechsten Spiel im Turnierverlauf.
Schwarz entschied sich nach Ende des Turniers zum Wechsel in die Premier League. Neuer Arbeitgeber wurde der FC Arsenal, der ungefähr 1,8 Millionen £ für den Defensivspieler nach Portugal überwies. Er blieb jedoch nur eine Spielzeit in England und zog anschließend weiter zum AC Florenz. Mit dem Klub gewann er 1996 den italienischen Pokal und nach einem 2:1-Erfolg gegen Meister Inter Mailand durch zwei Tore von Gabriel Batistuta die Supercoppa Italiana.
1998 wechselte Schwarz in die Primera División zum FC Valencia, ehe er nach einer Spielzeit nach England zurückkehrte. 1999 wurde er mit dem Guldbollen als Schwedens Fußballer des Jahres ausgezeichnet. Bis 2003 spielte er für den AFC Sunderland auf der Insel, um anschließend seine aktive Laufbahn zu beenden.

### Nach der aktiven Zeit
Seit seinem Karriereende betreibt Schwarz die Spielervermittlung Stefan Schwarz Pro Sports Sweden AB in Malmö. Schwarz lebt heute mit seiner portugiesischen Frau und drei Kindern in Cascais bei Lissabon.
Nach der Entlassung von Per-Ola Ljung als Trainerassistent beim amtierenden Triplegewinner Helsingborgs IF folgte Schwarz Anfang Juni 2012 als neuer Assistent von Conny Karlsson. Als dieser daraufhin und aufgrund des ohnehin angespannten Verhältnisses zur sportlichen Leitung sein Amt niederlegte, erhielt er mit dem Norweger Åge Hareide eine Woche später einen neuen Chef.

## Erfolge
- WM-Teilnahme: 1990, 1994
  - WM-Bronze: 1994
- EM-Teilnahme: 1992
  - EM-Halbfinale: 1992
- Schwedischer Meister: 1988
- Schwedischer Pokalsieger: 1988/89
- Portugiesischer Meister: 1990/91, 1993/94
- Portugiesischer Pokalsieger: 1992/93
- Italienischer Pokalsieger: 1995/96
- Italienischer Supercupsieger: 1996
- Schwedischer Spieler des Jahres: 1999